# Embargo cerealero estadounidense de 1980

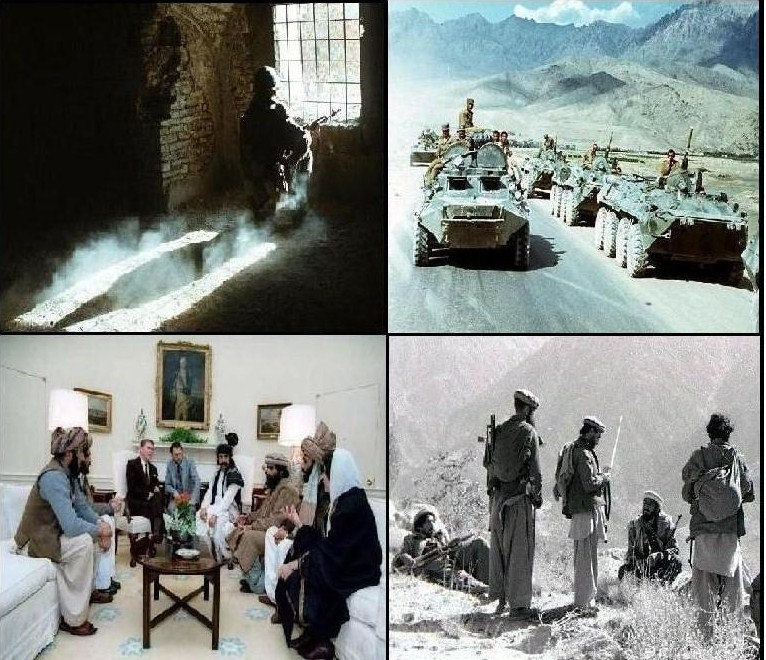
Guerra de Afganistán, causa del embargo.

El embargo cerealero o de granos de 1980 describe una política exterior establecida por los Estados Unidos que prohibió la exportación de granos, así como de tecnología, a la Unión Soviética, en respuesta a la invasión soviética de Afganistán iniciada el 24 de diciembre de 1979 y que se prolongaría hasta el 15 de febrero de 1989.
Curiosamente, el presidente Jimmy Carter lo que prohibió en realidad, fue que sus granjeros vendieran sus cereales allí, lo que provocó la bancarrota y las expropiaciones bancarias de más de 1 millón de granjas del centro de los Estados Unidos. Y encima, el siguiente presidente Ronald Reagan, aunque levantó la prohibición, no hizo nada más y dejó que más de 1 millón de familias granjeras perdieran sus granjas, por culpa sólo de las irresponsables acciones del anterior estado federal.

## Historia
Iniciado por el gobierno de Jimmy Carter el 7 de enero de 1980, el embargo en cuestión terminó siendo levantado por el presidente posterior, Ronald Reagan, el 24 de abril de 1981, a pesar de lo anticomunista que era este último y al entonces relativamente reciente recalentamiento que estaba experimentando la Guerra Fría.
Los efectos tangibles del embargo fueron tan sólo relativos, ya que la URSS simplemente buscó fuentes de granos alternativas en América del Sur y en Europa, como por ejemplo la Argentina, a pesar de que en esa época en particular ese país estaba gobernado por la dictadura anticomunista autodenominada «Proceso de Reorganización Nacional».
Por otro lado, es ampliamente aseverado que durante ese período los precios de las materias primas cayeron después del embargo, habiendo presunta o supuestamente contribuido a generar a una severa crisis agrícola, en particular en los Estados Unidos. No obstante, el análisis de datos reales del mercado de esa época, contradicen esta afirmación, ya que el precio de los granos de maíz y de trigo, los cuales eran los principales cultivos de exportación, en realidad aumentaron durante todos los meses que duró el embargo y sólo cayeron después de que el presidente Reagan ya lo hubiese levantado.